# سنجابيات الشكل

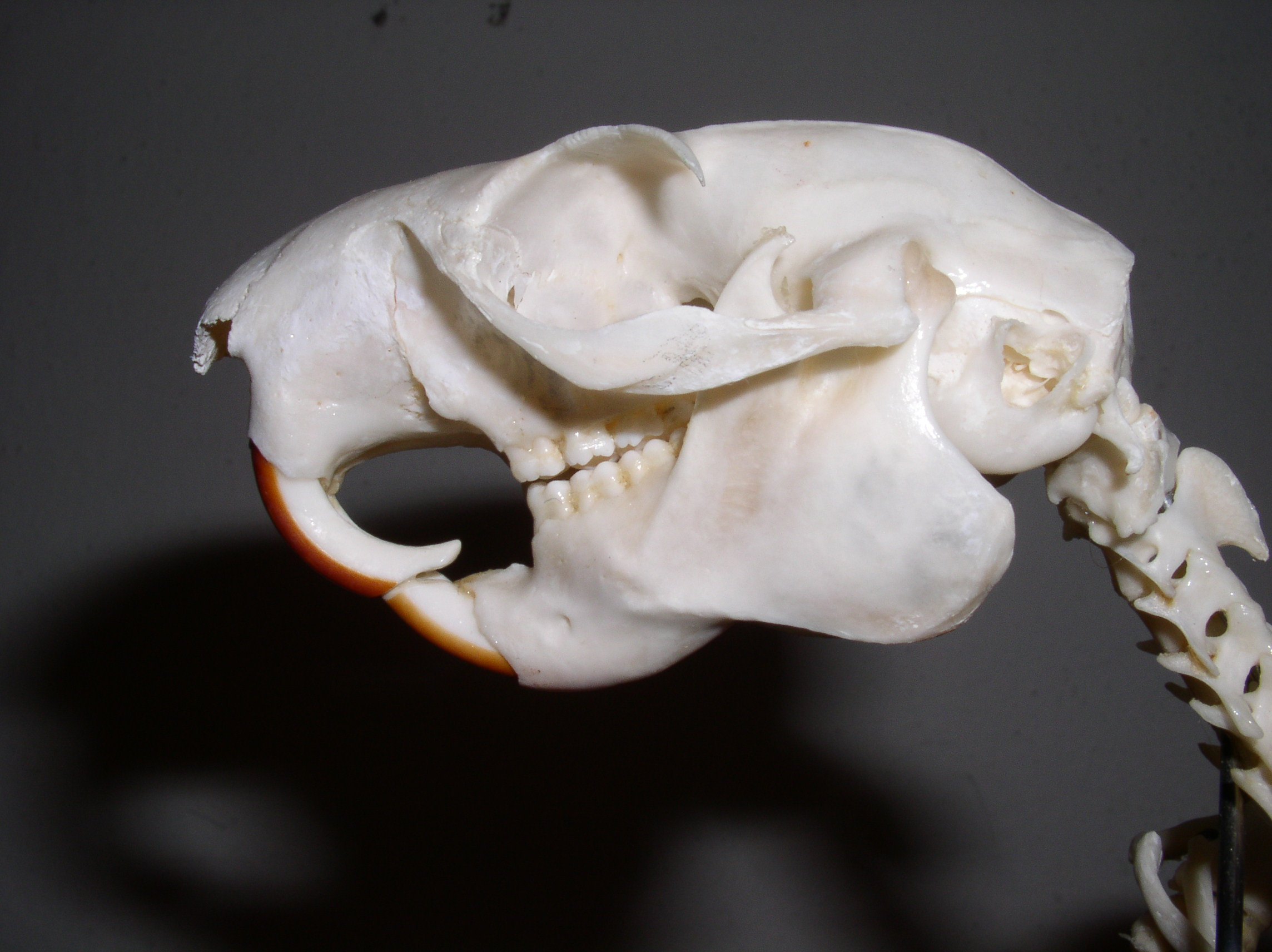
جمجمة سنجاب شرقي عملاق

سنجابيات الشكل (الاسم العلمي: Sciuromorpha) هي تحت رتبة من الحيوانات تتبع رتبة القوارض من الزغبيات

## التصنيف
- فصيلة السنجابيات
  - أسرة السنجاباوات
    - القبيلة المرموطاوية
      - تحت قبيلة المرموطينة
        - جنس المرموط
- †أشباه الفأريات الوحشية -منقرضة-
  - †الفئران الوحشية
    - †الفأراوات الوحشية
      - †الفأر الوحشي